# Claviers (Endre)
Der Claviers ist ein kleiner Fluss im Südosten Frankreichs, der im Département Var der Region Provence-Alpes-Côte d’Azur, nordöstlich der Stadt Draguignan verläuft.

## Geographie

### Verlauf
Der Claviers entspringt auf einem Kalkplateau im nördlichen Gemeindegebiet von Seillans, auf dem sich auch der Truppenübungsplatz Camp militaire de Canjuers befindet. Der Fluss entwässert mit einer großen Schleife über West generell in südlicher Richtung, passiert die Orte Bargemon und Claviers und mündet nach insgesamt rund 18 Kilometern an der Gemeindegrenze von Seillans und Callas als rechter Nebenfluss in die Endre.

### Orte am Fluss
(Reihenfolge in Fließrichtung)
- Les Basses Granges, Gemeinde Seillans
- Bargemon
- Claviers
- Garron, Seillans
- Le Petit Siaï, Gemeinde Callas